# Gonanticlea kinabalensis
Gonanticlea kinabalensis là một loài bướm đêm trong họ Geometridae.